# 紅彩陶器
紅彩陶器在黑底色的陶器上繪畫紅色的輪廓，是古希臘最重要的製陶風格。在公元前530年左右在雅典發展，直到公元前3世紀晚期，都一直在使用。紅彩陶器取代了在它之前盛行的黑彩陶器。
紅彩陶器的主要生產地是阿提卡和意大利南部。紅彩陶器也傳至希臘其他地區。伊特魯里亞是希臘以外的重要的生產中心。